# Generic Java
Generic Java (GJ) é uma linguagem de programação derivado do Java que adiciona suporte para programação genérica. Foi criada por Gilad Bracha, Martin Odersky, David Stoutamire, and Philip Wadler para oferecer uma transição e melhor compatibilidade que a linguagem Pizza criada anteriormente por Odersky e Wadler.
O Generic Java foi incorporado na versão oficial J2SE 5.0